# Ricardo Menéndez March
Ricardo Menéndez March là một nhà hoạt động và chính khách người New Zealand sinh ra ở Mexico, từ năm 2020, là Nghị sĩ Quốc hội Đảng Xanh Aotearoa New Zealand tại Hạ viện.

## Đầu đời và sự nghiệp
Menéndez March di cư đến New Zealand từ Tijuana, Baja California, Mexico. Ông đã làm việc như một nhà chiếu phim trong một thập kỷ ở Auckland, nhưng đã bị làm cho dư thừa do số hóa phim. Sau vai trò đó, ông làm việc trong lĩnh vực khách sạn, sau đó là vận động cho người di cư.
Menéndez March từng là nam đồng triệu tập của Young Greens of Aotearoa New Zealand năm 2016. Tại một cuộc tranh luận của AUSA 2016 Back Benches, một nhóm gồm các thành viên Young NZ First bắt đầu hô vang “Build the Wall” tại Menéndez March, một người gốc Mexico. Young NZ First sau đó đã xin lỗi ông.
Menéndez March là điều phối viên cho Hành động chống đói nghèo ở Auckland, một vai trò mà ông đã đảm nhận vào cuối năm 2017. Một nhà văn cho Stuff mô tả ông vào năm 2020 là "cái gai đối với Chính phủ do đảng Lao động lãnh đạo trong vài năm qua". Với vai trò này, ông thường xuyên xuất hiện trên truyền hình, đài phát thanh và được báo chí trích dẫn - trung bình một tuần một lần, theo ước tính của ông - nói rằng Chính phủ đang làm thất bại người nghèo, lợi ích quá thấp, và nhà ở quá đắt. Menéndez March đã đặc biệt chỉ trích Kiwibuild, cho rằng kế hoạch này nên được nhắm mục tiêu vào các gia đình lao động nghèo và thất nghiệp và rằng cách thiết lập hiện tại sẽ khiến tỷ lệ sở hữu nhà giảm hơn nữa bằng cách khuyến khích gia tăng đầu cơ bất động sản và tiến bộ. Menéndez March là người đồng tính.

## Sự nghiệp chính trị
| Quốc hội New Zealand |          |                |           |      |
| Năm                  | Nhiệm kỳ | Khu vực bầu cử | Danh sách | Đảng |
| 2020–nay             | 53       | Danh sách      | 10        | Xanh |

Menéndez March đã tranh cử cho Đảng Xanh trong cuộc tổng tuyển cử New Zealand 2017. Ông đã tranh cử tại khu vực bầu cử Mount Roskill và nhận được 1.200 phiếu bầu. Ông 21 tuổi trong danh sách đảng, và bị xếp quá xa để được phân bổ một ghế.
Đối với cuộc tổng tuyển cử New Zealand 2020, Menéndez March được xếp thứ mười trong danh sách đảng Xanh và tranh cử vào khu vực bầu cử Maungakiekie. Trong chiến dịch tranh cử, ông đã chỉ trích đồng lãnh đạo đảng của mình là James Shaw vì đã hỗ trợ 11,7 triệu đô la tài trợ cho một trường tư thục xanh. Menéndez March không thắng cử tri Maungakiekie, xếp thứ ba sau Nghị sĩ Quốc gia Denise Lee và Nghị sĩ Lao động Priyanca Radhakrishnan, với 2.666 phiếu bầu. Tuy nhiên, đảng Xanh nhận được 7,9% phiếu bầu của đảng (226.754), và vị trí trong danh sách của ông đủ cao để ông có thể vào Quốc hội với tư cách là một nghị sĩ trong danh sách. Menéndez March là một trong ba nghị sĩ Xanh mới tại Quốc hội khóa 53.
Trước khi ngồi vào Quốc hội, Menéndez March đã bày tỏ sự miễn cưỡng khi tuyên thệ Lời thề Trung thành bắt buộc với Nữ hoàng New Zealand, Elizabeth II. Ông đã đăng một meme về nó, điều này đã nhận được sự chỉ trích từ những người theo chủ nghĩa quân chủ. Tuy nhiên, ông vẫn tuyên thệ.